# Ylber Sefa
Ylber Sefa (* 28. Februar 1991 in Tirana) ist ein albanischer Radsportler.
2010 gewann Sefa 19-jährig eine Etappe bei der Albanien-Rundfahrt in seiner Heimat. 2017 wurde er erstmals nationaler Meister im Straßenrennen. Dies konnte er in den darauf folgenden Jahren wiederholen. Auch bei den nationalen Meisterschaften im Einzelzeitfahren gewann er bereits mehrfach.

## Wichtigste Erfolge
2010
- Eine Etappe Albanien-Rundfahrt

2011
- Eine Etappe und Gesamtwertung Tour of Kosovo

2016
- Vier Etappen und Gesamtwertung Albanien-Rundfahrt
- Eine Etappe und Gesamtwertung Tour of Kosovo

2017
- Albanischer Meister im Straßenrennen

2018
- Albanischer Meister im Straßenrennen

2019
- Albanischer Meister im Straßenrennen
- Albanischer Meister im Einzelzeitfahren

2020
- Albanischer Meister im Straßenrennen
- Albanischer Meister im Einzelzeitfahren

2021
- Albanischer Meister im Einzelzeitfahren, Straßenrennen

2022
- Zwei Etappen und Gesamtwertung Albanien-Rundfahrt